# 月牙河 (新疆)
月牙河，位于中华人民共和国新疆维吾尔自治区若羌县西南部羌塘高原地区的一条河流，是阿其克库勒河右岸支流。发源于东昆仑山木孜塔格峰东麓的冰麟川冰川，自西南向东北流约36千米之后，绕雪照壁山东南侧转向北流，再经45千米后出山口，山口以下河水大部分渗入地下，以地下水的形式进入阿其克库勒河南岸湿地，洪水期间，河流成散流状穿过湿地汇入阿其克库勒河。河长124千米，流域面积2741平方千米，年均径流量约0.91亿立方米。流域地处高原山区，交通不便，人迹罕至。